# Frank Wilcox
Frank Wilcox, född 13 mars 1907 i De Soto, Missouri, död 3 mars 1974 i Granada Hills, Kalifornien, var en amerikansk skådespelare. Wilcox medverkade i många hundra amerikanska filmer och TV-produktioner under åren 1936–1973, för det mesta i småroller. Under 1930-talets slut och på 1940-talet var han kontrakterad skådespelare hos filmbolaget Warner Bros.

## Filmografi (i urval)
- 1939 – Då lagen var maktlös (ej krediterad)
- 1940 – Regnbågsdivisionen
- 1940 – Tills vi mötas igen...
- 1940 – Vägen till Santa Fe
- 1940 – Virginia City
- 1941 – De dog med stövlarna på
- 1941 – Vagnarna rulla om natten
- 1941 – Fotsteg i mörkret (ej krediterad)
- 1942 – Över Stilla havet
- 1946 – Dolken och kappan (ej krediterad)
- 1946 – Notorious! (ej krediterad)
- 1949 – Simson och Delila
- 1949 – Alla kungens män (ej krediterad)
- 1949 – Den andra kvinnan (ej krediterad)
- 1951 – Betala mitt liv (ej krediterad)
- 1951 – Plats för skratt (ej krediterad)
- 1952 – Världens största show
- 1952 – En kvinnas lidelse
- 1952 – Scaramouche - de tusen äventyrens man (ej krediterad)
- 1952 – Storstadsmarodörer (ej krediterad)
- 1954 – En stjärna föds (ej krediterad)
- 1956 – De tio budorden
- 1959 – I sista minuten (ej krediterad)